# Noyelles-sur-Mer
Noyelles-sur-Mer est une commune française située dans le département de la Somme en région Hauts-de-France.
Depuis juillet 2020, la commune fait partie du parc naturel régional Baie de Somme - Picardie maritime.
La commune fait aussi partie des villages labellisés Pays d'art et d'histoire qui œuvrent à mettre en avant leur patrimoine,.

## Géographie

### Localisation
Noyelles-sur-Mer est un village picard de la Baie de Somme, dans la région naturelle du Marquenterre et du pays du Ponthieu. 
Limitrophe de Nouvion, le village est situé à 6 km à l'est de Saint-Valery-sur-Somme, 12 km au nord-ouest d'Abbeville et à 53 km au nord-ouest d'Amiens à vol d'oiseau.
Le territoire de la commune est limitrophe de ceux de six communes.
Les communes limitrophes sont Boismont, Nouvion, Ponthoile, Port-le-Grand, Saigneville et Sailly-Flibeaucourt.

### Géologie et relief
La superficie de la commune est de 20,01 km2 ; son altitude varie de 0  à   42 mètres. 
À la fin du XIXe siècle, l'instituteur,  M. Warin, indique que des alluvions se sont déposées dans les Salines. En plaine, le sol est composé de silice mêlée à plus ou moins d'argile. Du côté de Sailly-Bray, il est plutôt marécageux. Dans les bas-champs, il est soumis au dessèchement.
Côté sud, vers la baie, l'altitude n'excède pas trois mètres. En allant vers l'est, les terres s'élèvent jusqu'à 12 mètres. Un point de vue intéressant se dévoile alors vers Saint-Valery-sur-Somme, Le Hourdel et Le Crotoy.

### Hydrographie

#### Réseau hydrographique

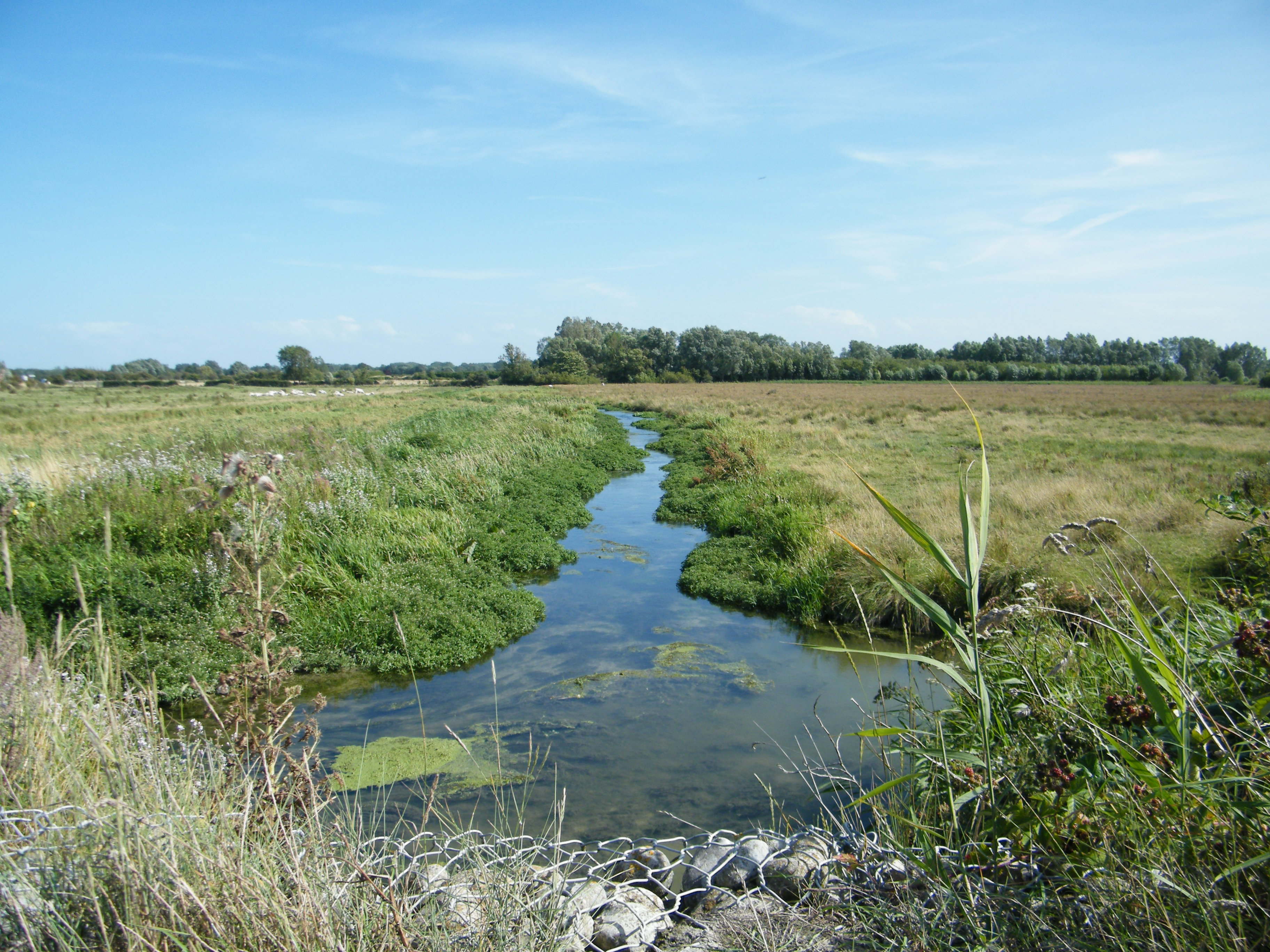
Le Dien.

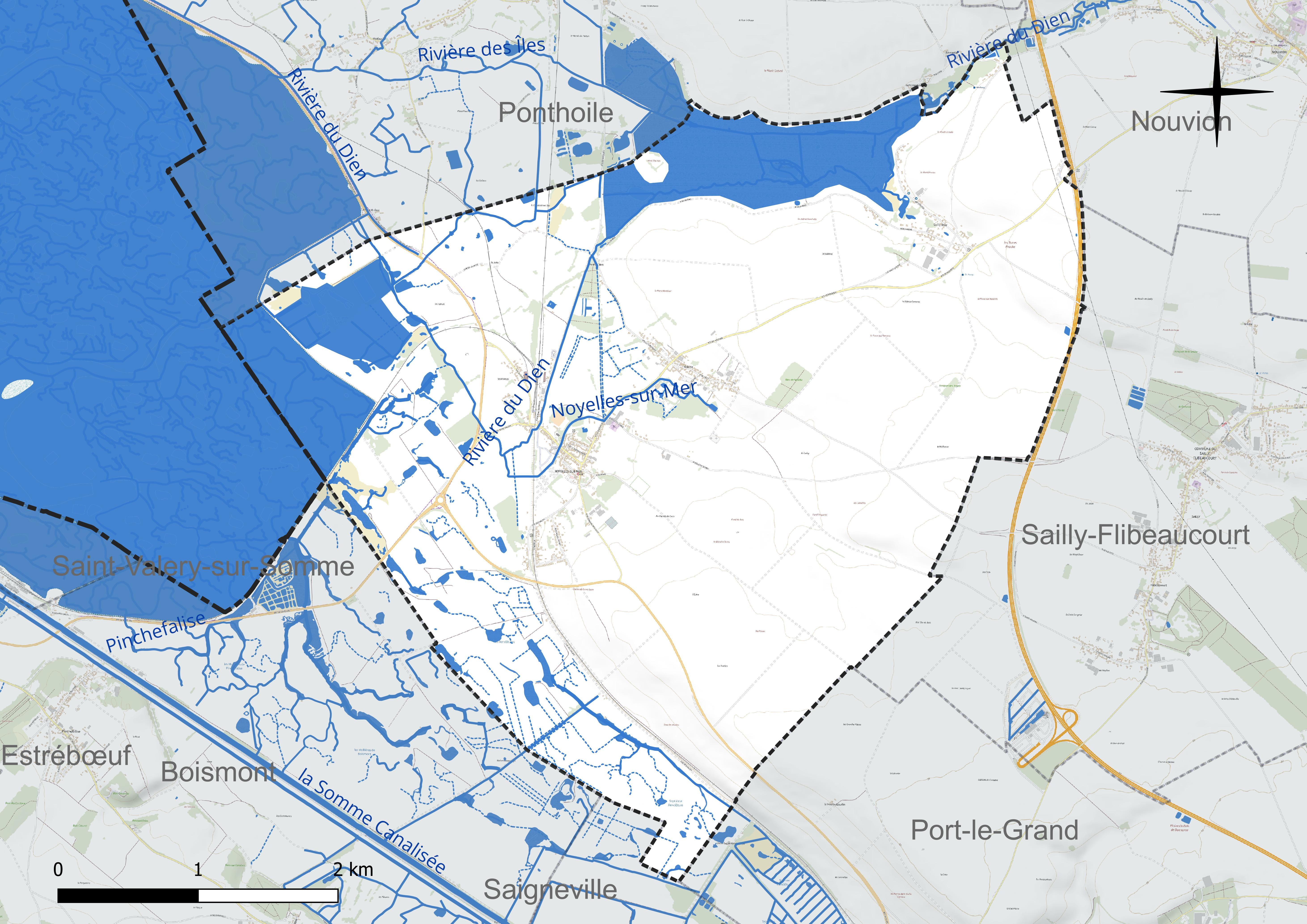
Réseau hydrographique de Noyelles-sur-Mer.

La commune est située dans le bassin Artois-Picardie. 
Elle est drainée par la rivière du Dien, la rivière des Iles, le Noyelles-sur-Mer et divers autres petits cours d'eau.
Le Dien, d'une longueur de 18 km, prend sa source dans la commune de Nouvion et se jette  dans la Somme canalisée à Le Crotoy, après avoir traversé trois communes.

#### Gestion et qualité des eaux
Le territoire communal est couvert par le schéma d'aménagement et de gestion des eaux (SAGE) « Somme aval et Cours d'eau côtiers ». Ce document de planification concerne un territoire de 1 835 km2 de superficie, délimité par le bassin versant de la Somme canalisée. Le périmètre a été arrêté le 29 avril 2010 et le SAGE proprement dit a été approuvé le 6 août 2019. La structure porteuse de l'élaboration et de la mise en œuvre est le syndicat mixte d'aménagement hydraulique du bassin versant de la Somme (AMEVA).
La qualité des cours d'eau peut être consultée sur un site dédié géré par les agences de l'eau et l'Agence française pour la biodiversité.

### Climat
Pour des articles plus généraux, voir Climat des Hauts-de-France et Climat de la Somme.
En 2010, le climat de la commune est de type climat océanique franc, selon une étude du CNRS s'appuyant sur une série de données couvrant la période 1971-2000. En 2020, Météo-France publie une typologie des climats de la France métropolitaine dans laquelle la commune est exposée à un climat océanique et est dans la région climatique Côtes de la Manche orientale, caractérisée par un faible ensoleillement (1 550 h/an) ; forte humidité de l'air (plus de 20 h/jour avec humidité relative > 80 % en hiver), vents forts fréquents.
Pour la période 1971-2000, la température annuelle moyenne est de 10,7 °C, avec une amplitude thermique annuelle de 12,8 °C. Le cumul annuel moyen de précipitations est de 790 mm, avec 12,4 jours de précipitations en janvier et 8,4 jours en juillet. Pour la période 1991-2020, la température moyenne annuelle observée sur la station météorologique la plus proche, située sur la commune d'Abbeville à 12 km à vol d'oiseau, est de 11,0 °C et le cumul annuel moyen de précipitations est de 806,2 mm,. Pour l'avenir, les paramètres climatiques de la commune estimés pour 2050 selon différents scénarios d'émission de gaz à effet de serre sont consultables sur un site dédié publié par Météo-France en novembre 2022.

## Urbanisme

### Typologie
Au 1er janvier 2024, Noyelles-sur-Mer est catégorisée commune rurale à habitat dispersé, selon la nouvelle grille communale de densité à sept niveaux définie par l'Insee en 2022.
Elle est située hors unité urbaine. Par ailleurs la commune fait partie de l'aire d'attraction d'Abbeville, dont elle est une commune de la couronne,. Cette aire, qui regroupe 73 communes, est catégorisée dans les aires de 50 000 à moins de 200 000 habitants,.
La commune, bordée par la Manche, est également une commune littorale au sens de la loi du 3 janvier 1986, dite loi littoral. Des dispositions spécifiques d'urbanisme s'y appliquent dès lors afin de préserver les espaces naturels, les sites, les paysages et l'équilibre écologique du littoral, tel le principe d'inconstructibilité, en dehors des espaces urbanisés, sur la bande littorale des 100 mètres, ou plus si le plan local d'urbanisme le prévoit.

### Occupation des sols

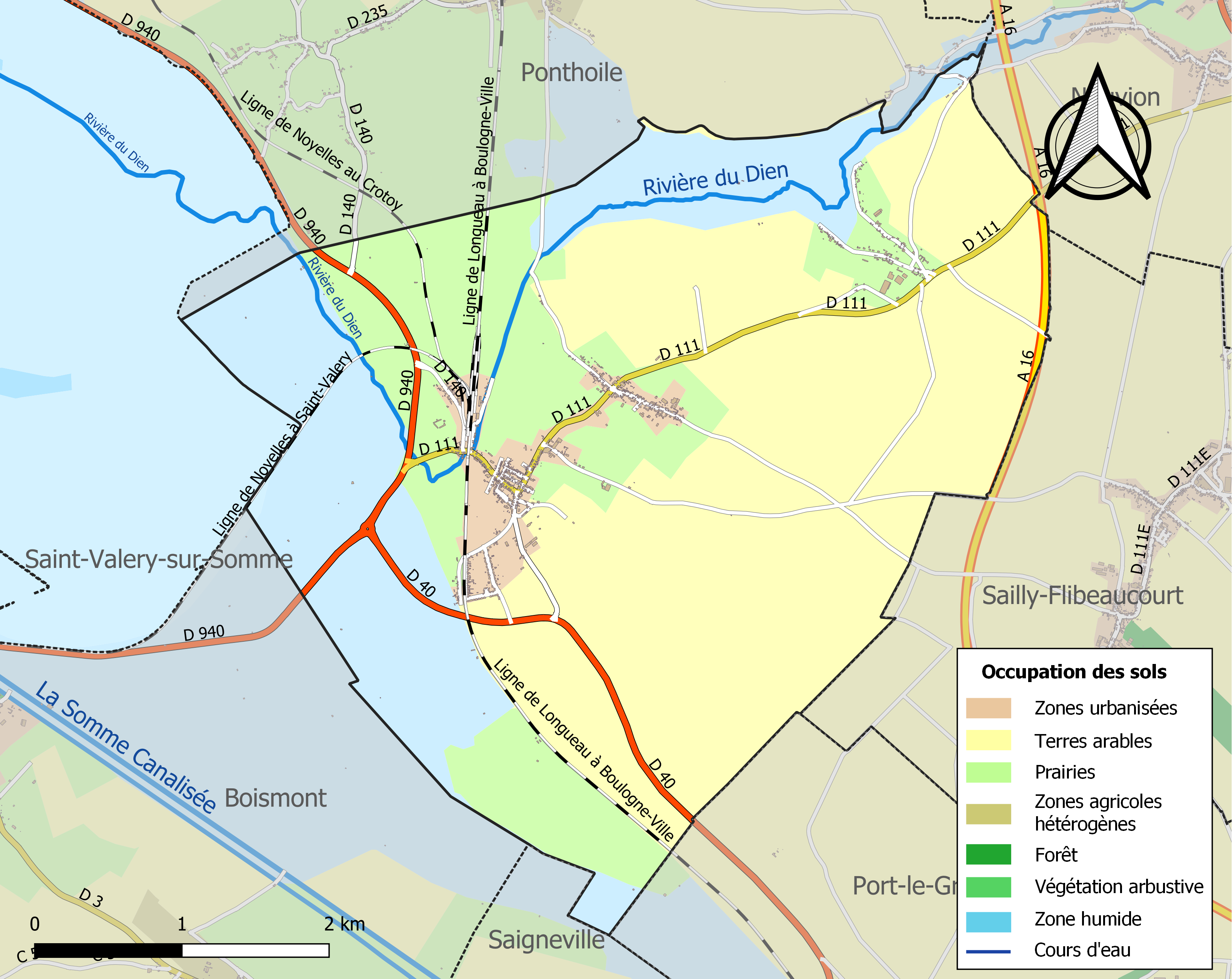
Carte des infrastructures et de l'occupation des sols de la commune en 2018 (CLC).

L'occupation des sols de la commune, telle qu'elle ressort de la base de données européenne d'occupation biophysique des sols Corine Land Cover (CLC), est marquée par l'importance des territoires agricoles (71,2 % en 2018), en augmentation par rapport à 1990 (68,7 %). 
La répartition détaillée en 2018 est la suivante : terres arables (50,6 %), zones humides intérieures (21,9 %), prairies (20,6 %), zones urbanisées (4,1 %), zones humides côtières (2,8 %). 
L'évolution de l'occupation des sols de la commune et de ses infrastructures peut être observée sur les différentes représentations cartographiques du territoire : la carte de Cassini (XVIIIe siècle), la carte d'état-major (1820-1866) et les cartes ou photos aériennes de l'IGN pour la période actuelle (1950 à aujourd'hui).

### Habitat et logement
En 2021, le nombre total de logements dans la commune était de 548, alors qu'il était de 441 en 2011 et 2016. Parmi ces logements, 59,2 % étaient des résidences principales, 35,9 % des résidences secondaires et 4,9 % des logements vacants. Ces logements étaient pour 79 % d'entre eux des maisons individuelles et pour 1,7 % des appartements. Le tableau ci-dessous présente la typologie des logements à Noyelles-sur-Mer en 2021 en comparaison avec celle de la Somme et de la France entière. Une caractéristique marquante du parc de logements est ainsi une proportion de résidences secondaires et logements occasionnels (35,9 %) supérieure à celle du département (8,4 %) et à celle de la France entière (9,7 %). 
| Typologie                                               | Noyelles-sur-Mer | Somme | France entière |
| ------------------------------------------------------- | ---------------- | ----- | -------------- |
| Résidences principales (en %)                           | 59,2             | 83,1  | 82,2           |
| Résidences secondaires et logements occasionnels (en %) | 35,9             | 8,4   | 9,7            |
| Logements vacants (en %)                                | 4,9              | 8,5   | 8,1            |

### Voies de communication et transports

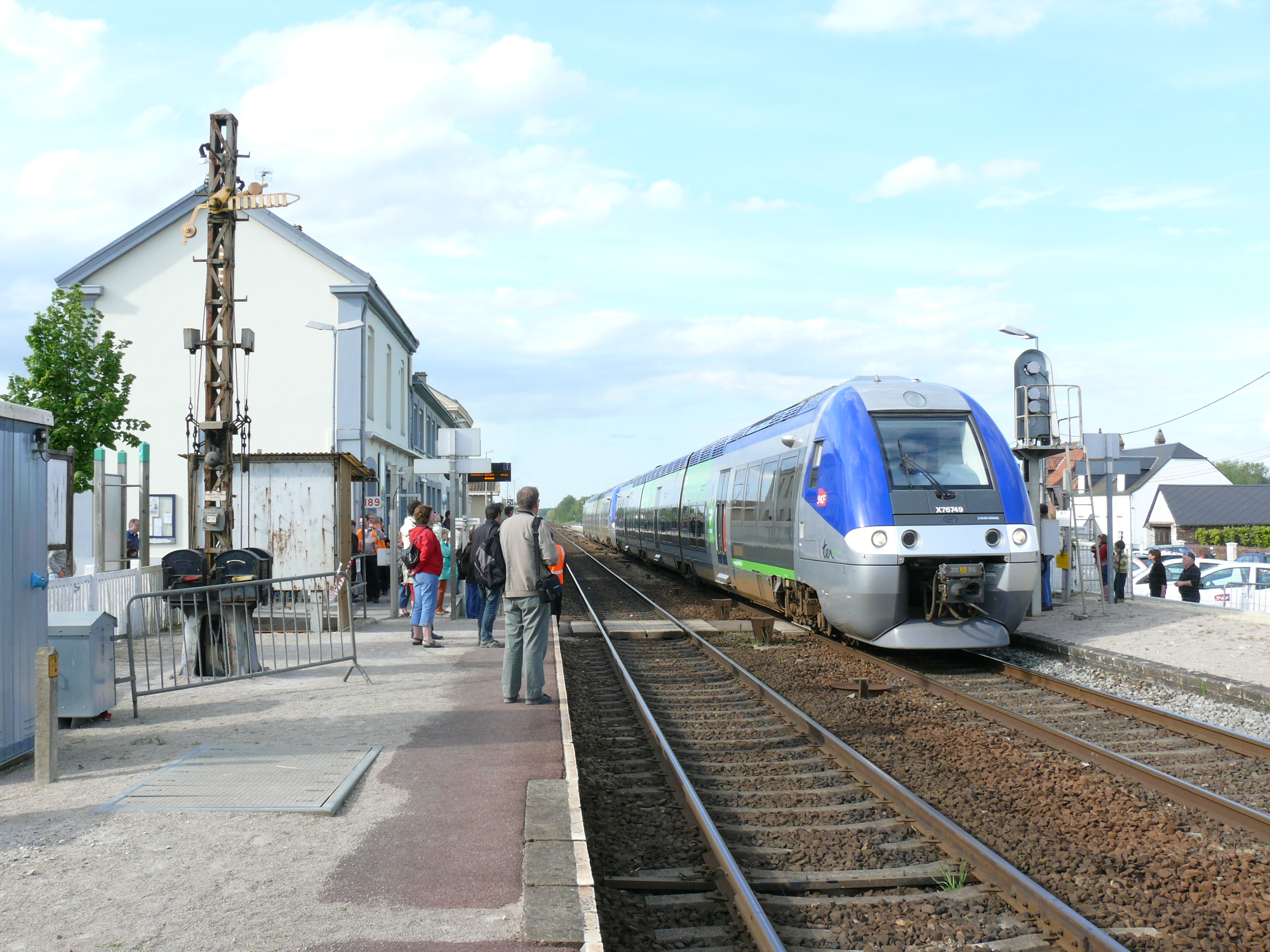
La gare en 2009.

La commune, tangentée au nord-est par l'autoroute A16, est desservie par l'ancienne route nationale 40 ou  route de la côte de la Manche (actuelle RD 940) qui relie Le Havre à Calais, et par la RD 40, qui donne accès à Abbeville.
La gare de Noyelles-sur-Mer se trouve sur la ligne de Longueau à Boulogne-Ville, desservie par des trains TER Hauts-de-France qui effectuent des missions entre les gares de Paris-Nord ou d'Amiens et de Boulogne-Ville, ou de Calais-Ville, mais également entre Laon et Calais-Ville en été.
Elle donne accès au chemin de fer de la baie de Somme, un chemin de fer touristique qui, avec ses rames historiques, permet de découvrir la baie de Somme et dessert ses stations.
La localité est également desservie par les lignes d'autocars du réseau Trans'80, Hauts-de-France, chaque jour de la semaine sauf le dimanche et les jours fériés.

## Toponymie
Du IVe au XIVe siècle, on trouve Nigella (845), Noella supra summum (1215-1257).
Latinisé en Nigella au IXe siècle, sur la base de l'homonyme nielle. Toponyme gaulois composé de *novio, latinisé en Nigella aux IXe et Xe siècles (« neuf, nouveau » → voir Noyon) et *ialo- (« clairière, lieu défriché, essart » → voir Neuilly et Noailles). Le toponyme se rencontre principalement dans la France du Nord (Nord-Pas-de-Calais et Picardie, Normandie, Bretagne) et dérive du celtique Nigella, qui désigne une « dépression humide entre les dunes », un « lieu marécageux »
La succession des digues et la voie de chemin de fer sur un remblai ont supprimé le phénomène de « chasse d'eau » qui existait auparavant. Lorsque la Somme était bien plus large qu'à ce jour, Noyelles était alors vraiment « sur Mer ».

## Histoire

### Antiquité
Nigella est d'origine ancienne. À Sailly-Bray, on a trouvé des haches celtiques, des tuiles plates à rebords et des tessons de poterie rouge et noire, des figurines égyptiennes qui peuvent faire présumer que les Phéniciens, sont venus sur ses bords.

### Moyen Âge
Après que les comtes du Ponthieu ont fortifié Abbeville et que son port a pris de l'importance comme havre maritime, ils élèvent une forteresse à Noyelles, à l'embouchure de la Somme, constituant une citadelle avancée contre les incursions et les invasions des pirates.
- Les cercueils de pierre découverts à Sailly-Bray appartiennent à l'époque gallo-romaine et aux premiers siècles de la monarchie française[27].
- En 1194, Noyelles obtint une charte communale copiée sur celle d'Abbeville.
- En 1217, construction d'une collégiale dédiée à Notre-Dame : Guillaume III, comte de Ponthieu, établit dans l'église un chapitre composé de douze chanoines et d'un doyen[28].
- En 1346, Édouard III d'Angleterre, passa le gué de Blanquetaque, se présenta et somma le château de se rendre.
- Jacques d'Harcourt, seigneur de Noyelles et gouverneur du Crotoy attaque les villes et les châteaux occupés par les Anglo-bourguignons et ramène à Noyelles un butin important.
- En 1423, Jacques d'Harcourt finit par succomber sous le nombre des Anglo-Bourguignons de Philippe III de Bourgogne.

### Révolution française et Empire
La commune, instituée par la Révolution française à partir des anciennes paroisses, absorbe dès 1790-1794 celles de Bray, Nolette, Port et de Sailly, 

### Époque contemporaine

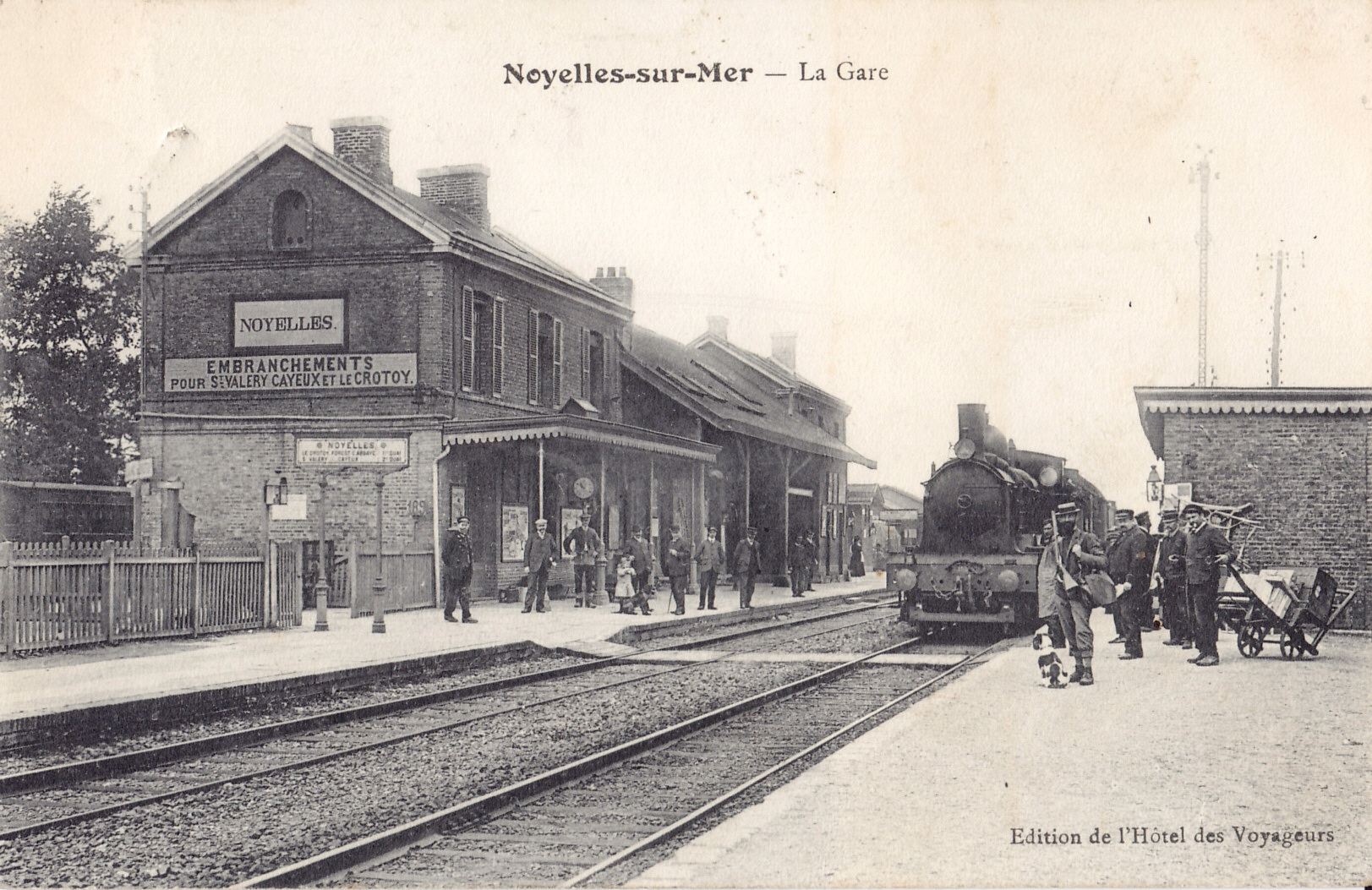
La gare de Noyelles au début du XXe siècle.

En 1847 est créée par la Compagnie du chemin de fer d'Amiens à Boulogne de la Gare de Noyelles-sur-Mer, sur la ligne de Longueau à Boulogne-Ville, facilitant les déplacements des personnes et le transport des marchandises. La Compagnie des chemins de fer du Nord — qui avait absorbé en 1852 la Compagnie  d'Amiens à Boulogne — crée en 1858 un embranchement partant de la gare pour desservir le port de Saint-Valery-sur-Somme, important à l'époque. 
Parallèlement, le département de la Somme crée à partir de 1882 un réseau de chemin de fer secondaire à voie métrique afin de compléter le réseau de la compagnie du Nord. Dans ce cadre, il crée ce qu'on appellera le « groupe des bains de mer », un ensemble de trois lignes ouvert de 1856 à 1887 centré sur la gare de Noyelles et desservant Saint-Valery-sur-Mer et Noyelles-sur-Mer, Le Crotoy et Forest-l'Abbaye, accompagnant le développement balnéaire de la baie de la Somme,,.

Horaires du groupe des Bains de mer en 1936
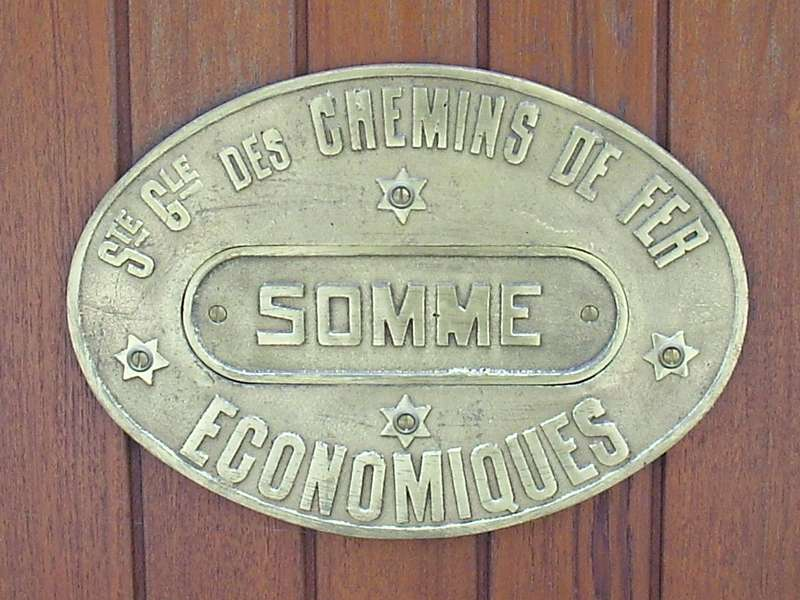
Plaque d'exploitant fixée sur l'une des voitures du réseau.
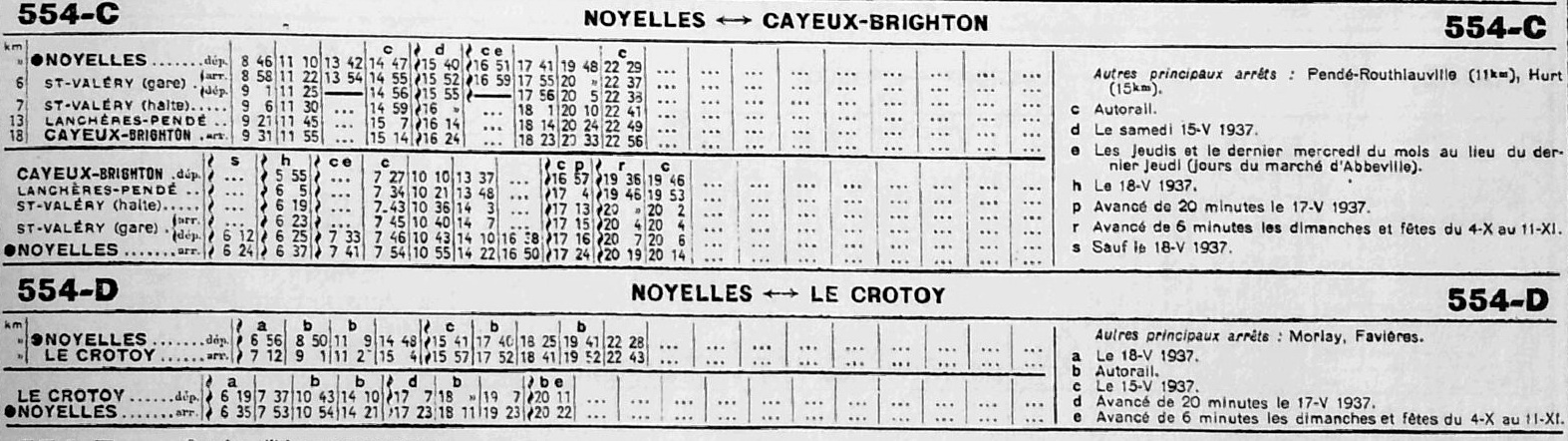

Vers 1890, la commune comprend six dépendances ou hameaux :
- la Comterie,
- Nolette,
- les Salines et les Carrières,
- le Pont à brebis,
- Sailly-Bray,
- Bonnelle dont une partie, au-delà du Dien, relève de Ponthoile et une autre partie de Nouvion.

#### Première Guerre mondiale

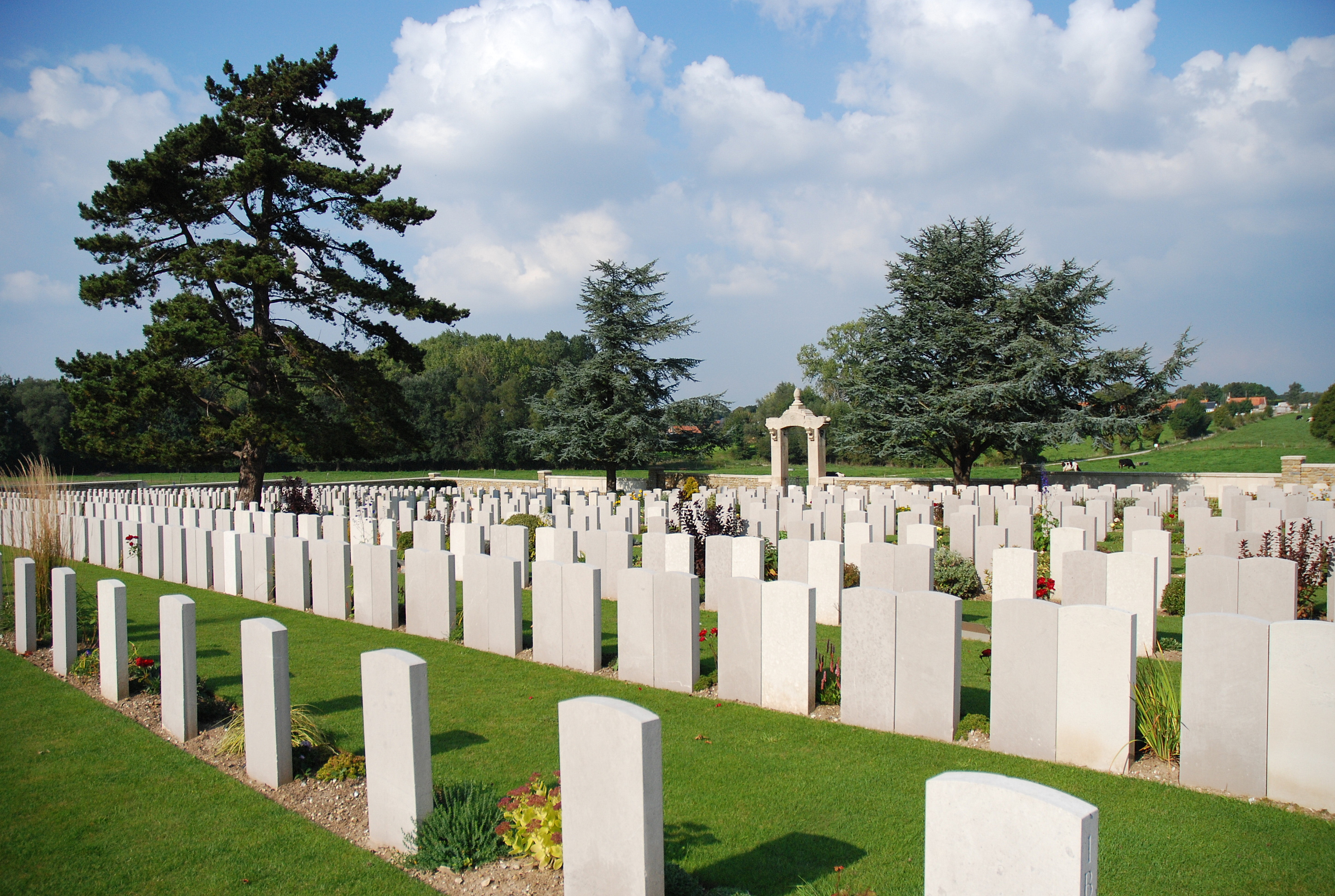
Le cimetière chinois de Nolette : son porche d'entrée, d'un style typique, visible au fond, comporte des inscriptions en mandarin.

Pendant la Première Guerre mondiale, Noyelles abrite une importante base arrière britannique dont un grand camp de travailleurs immigrés chinois. Près de 12 000 coolies sont en effet recrutés par l'armée britannique entre 1917 et 1919 dans le cadre du corps de travailleurs chinois. À ce titre, ils représentent l'une des premières immigrations chinoises en France.
Au camp de Nolette, ils subissent une dure discipline militaire, ont l'interdiction de se mêler à la population civile, et sont utilisés pour effectuer des tâches civiles normalement à l'arrière du front mais parfois dans les zones de combat. Ils sont affectés à des tâches ingrates et rudes. 
Beaucoup sont morts d'une épidémie de choléra qui a sévi dans le camp, de tuberculose et surtout de la grippe espagnole en 1918-1919, certains furent tués au combat. 
Le cimetière chinois de Nolette regroupe 849 stèles de marbre blanc ornées d'inscriptions en anglais ("Faithful unto Death" ou " Though death he still liveth" ou encore "A good reputation endures for ever") ainsi que d'idéogrammes en chinois et sur quelques-unes, très rares, le nom du défunt. La Commonwealth War Graves Commission entretient ici le plus grand cimetière chinois d'Europe.

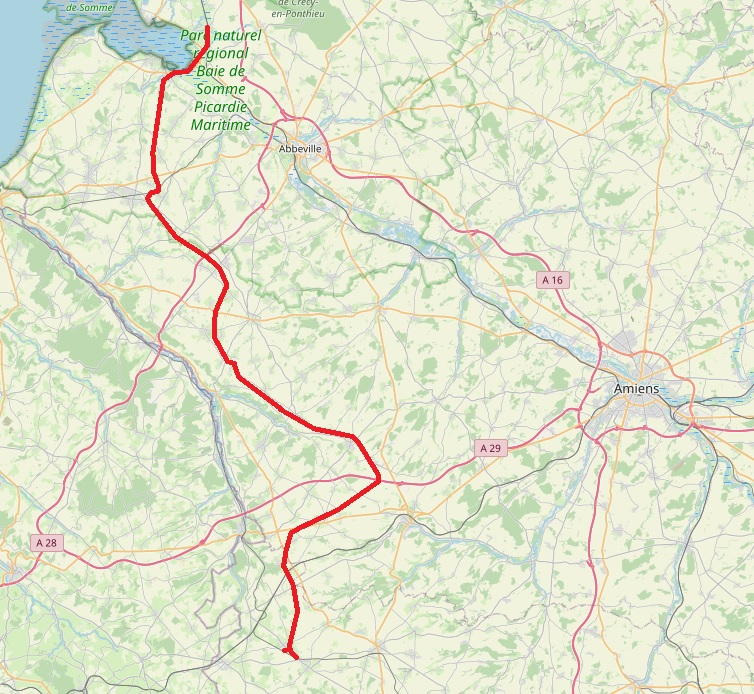
Tracé de la ligne des Cent jours

A la fin de la guerre est construite la ligne de Feuquières à Ponthoile, dite ligne des cent jours (en raison du temps mis à réaliser cette liaison de 89 km), une véritable rocade ferroviaire militaire reliant notamment entre elles les lignes d'Abancourt à Amiens (et notamment la fondamentale gare régulatrice de Romescamps) et de Boulogne-sur-Mer à Abbeville. Cette ligne, ouverte le 28 juillet 1918 était destinée à permettre à l'armée de pouvoir disposer simultanément « d'un courant venant de l'ouest par Eu, Chépy-Valines, Ponthoile pour continuer sur le front vers Étaples, Montreuil et la ligne de Saint-Pol ; un courant du Havre ou de Rouen vers Saint-Pol par Abancourt, Gamaches, raccordement de Martainneville, Chépy-Valines, Saint-Riquier; un troisième courant venant du Sud par Beauvais, Feuquières-Broquiers, abords de Fouilloy, raccordement sud de Martainneville, Oisemont, Longpré, Doullens, Saint-Pol et enfin Rouen-Le Havre vers Montières-St-Pol et même vers le front d'Amiens par Montières » afin de pouvoir assurer l'intendance du front. 
Près de 10 000 hommes ont construit cette infrastructure : employés du Nord, deux compagnies de sapeurs, un bataillon de territoriaux (qui réalisa la gare de Ponthoile), 3 000 ouvriers évacués des mines du Nord-Pas-de-Calais (qui réalisèrent l'extrémité nord de la ligne), 5 000 travailleurs italiens (chargés de son extrémité sud), ainsi que des Chinois du camp de Nolette, tout voisin du chantier. 
La ligne utilisait l'estacade reliant Noyelles à Saint-Valery. Après la défaite allemande, la ligne est fermée en 1919 et déferrée au début des années 1920.

#### Seconde Guerre mondiale
Le 19 mai 1940, au début de la Bataille de France les chars allemands atteignent pour la première fois le littoral à Noyelles-sur-Mer vers 22h00.
Dans la nuit du 28 au 29 août 1944, Marguerite Duflos, résistante domiciliée à Nolette, est massacrée par les Allemands. Son corps sera retrouvé dans le bois de Gentelles,.
Les occupants quittent la commune dans la nuit du 2 au 3 septembre 1944, et est libérée par la Résistance, puis par des soldats polonais et canadiens.

#### Depuis les guerres
En 1972 cesse l'exploitation de service public des lignes du réseau départemental. L'association CFBS reprend l'exploitation des lignes du Crotoy et de Cayeux sous la forme d'un chemin de fer touristique avec ses matériels historiques et ses bénévoles.

## Politique et administration

### Rattachements administratifs et électoraux

#### Rattachements administratifs
La commune se trouve dans l'arrondissement d'Abbeville du département de la Somme.  
Elle faisait partie depuis 1793 du canton de Nouvion. Dans le cadre du redécoupage cantonal de 2014 en France, cette circonscription administrative territoriale a disparu, et le canton n'est plus qu'une circonscription électorale.

#### Rattachements électoraux
Pour les élections départementales, la commune fait partie depuis 2014 du canton d'Abbeville-1.
Pour l'élection des députés, elle fait partie de la troisième circonscription de la Somme.

### Intercommunalité
Noyelles-sur-Mer était membre de la petite communauté  de communes du canton de Nouvion, un établissement public de coopération intercommunale (EPCI) à fiscalité propre créé fin 1996 et auquel la commune avait transféré un certain nombre de ses compétences, dans les conditions déterminées par le code général des collectivités territoriales.
Dans le cadre des dispositions de la loi portant nouvelle organisation territoriale de la République du 7 août 2015, qui prévoit que les établissements publics de coopération intercommunale (EPCI) à fiscalité propre doivent avoir un minimum de 15 000 habitants, cette intercommunalité a fusionné avec ses voisines pour former, le 1er janvier 2017, la communauté  de communes Ponthieu-Marquenterre, dont est désormais membre la commune.

### Liste des maires
| Période                                  | Période                       | Identité                     | Étiquette | Qualité |
| ---------------------------------------- | ----------------------------- | ---------------------------- | --------- | --- |
| Les données manquantes sont à compléter. |                               |                              |           | |
|                                          |                               |                              |           | |
| novembre 1795                            | novembre 1798                 | Roland Elluin                |           | Président de l'administration municipale du canton de Nouvion (1798 → 1799) Agent municipal de Noyelles-sur-Mer |
|                                          |                               |                              |           | |
| mai 1808                                 | avril 1815                    | Nicolas Armand Guéroult      |           | Propriétaire Chevalier de Saint-Louis Électeur dans la liste des 600 contribuables les plus imposés du département de la Somme de l'an XI et des 550 de 1810                                                               |
|                                          |                               |                              |           | |
| mai 1815                                 | juin 1815                     | Marie Marcel Elluin          | Royaliste | Ancien lieutenant d’artillerie de côtes, fils de Roland Elluin. Fermier et propriétaire à Noyelles Électeur dans la liste des 600 contribuables les plus imposés du département de la Somme de l'an XI et des 550 de 1810. |
|                                          |                               |                              |           | |
| septembre 1830                           | août 1831                     | Marie Marcel Elluin          | Royaliste | Ancien lieutenant d’artillerie de côtes, fils de Roland Elluin. Fermier et propriétaire à Noyelles Mort en fonction |
|                                          |                               |                              |           | |
| 1876                                     | 1881                          | Frédéric Cordier             |           | |
| 1881                                     | 1884                          | Henry Morel                  |           | |
| 1884                                     | 1892                          | Frédéric Cordier             |           | |
| 1892                                     | 1910                          | Paul Mautort                 |           | |
| 1910                                     | 1919                          | Etienne Gourlin              |           | |
| 1919                                     | 1925                          | Paul Mautort                 |           | |
| 1925                                     | 1929                          | Henry de Witasse Thézy       |           | |
| 1929                                     | 1947                          | Pierre de Franssu            |           | |
| 1947                                     | 1977                          | Gilbert Dercourt             |           | |
| 1977                                     | 1983                          | Bernard Grenu                |           | Directeur d'école |
| 1983                                     | 1989                          | M. Claude de Valicourt-Thezy |           | Comte |
| 1989                                     | avril 2014                    | Michel Letocart              |           | Vice-président du SMACOPI |
| avril 2014                               | octobre 2016                  | Jean-Michel Gay              |           | Démissionnaire. |
| 7 octobre 2016                           | juillet 2022                  | Jean-Louis Desmarest         |           | Retraité de la fonction publique Démissionnaire. |
| juillet 2022                             | En cours (au 20 février 2025) | Martial Balsamo              |           | Retraité SNCF |

### Jumelages
- Tungkang (Taïwan) depuis le 30 novembre 1984. Noyelles-sur-Mer a conclu un accord de jumelage avec la commune de Tungkang (Taiwan).

Un calendrier perpétuel a été remis à cette occasion par le maire de Tungkang, M. Chu-i Hsu, au conseil municipal de Noyelles-sur-Mer.

## Équipements et services publics

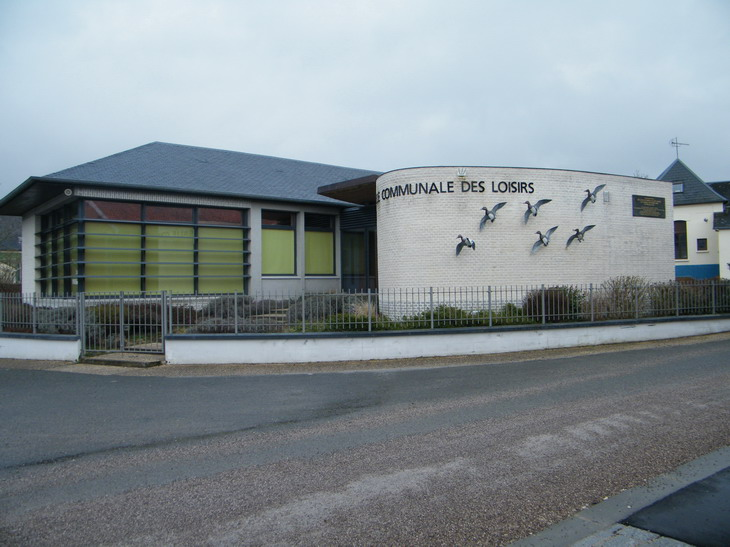
La salle communale.

### Enseignement
La commune disposait de  l'école primaire Violette Szabo qui portait le nom d'une résistante française et agent secret britannique du Special Operations Executive (SOE) pendant la Seconde Guerre mondiale, déportée et exécutée au camp de Ravensbrück. Administrée par l'intercommunalité et relevant de l'académie d'Amiens, elle était en zone B pour les vacances scolaires.
Cette école à deux classes, qui ne comptait plus que 23 élèves, est fermée en juillet 2024, malgré les protestations des parents et de la municipalité,. Depuis lors, les enfants sont scolarisés, pour ceux qui habitent les hameaux de Sailly-Bray et Bonnelle, à Nouvion, et les autres au Crotoy.

## Population et société

### Démographie
L'évolution du nombre d'habitants est connue à travers les recensements de la population effectués dans la commune depuis 1793. Pour les communes de moins de 10 000 habitants, une enquête de recensement portant sur toute la population est réalisée tous les cinq ans, les populations de référence des années intermédiaires étant quant à elles estimées par interpolation ou extrapolation. Pour la commune, le premier recensement exhaustif entrant dans le cadre du nouveau dispositif a été réalisé en 2005.

En 2022, la commune comptait 641 habitants, en évolution de −11,83 % par rapport à 2016 (Somme : −1,26 %, France hors Mayotte : +2,11 %).
| 1793 | 1800 | 1806 | 1821 | 1831 | 1836 | 1841 | 1846 | 1851 |
| ---- | ---- | ---- | ---- | ---- | ---- | ---- | ---- | ---- |
| 590  | 515  | 512  | 639  | 615  | 565  | 675  | 726  | 754  |

| 1856 | 1861 | 1866 | 1872 | 1876 | 1881 | 1886 | 1891 | 1896 |
| ---- | ---- | ---- | ---- | ---- | ---- | ---- | ---- | ---- |
| 733  | 751  | 780  | 790  | 802  | 807  | 851  | 837  | 883  |

| 1901 | 1906 | 1911 | 1921 | 1926 | 1931 | 1936 | 1946 | 1954 |
| ---- | ---- | ---- | ---- | ---- | ---- | ---- | ---- | ---- |
| 930  | 938  | 936  | 918  | 963  | 904  | 939  | 901  | 905  |

| 1962 | 1968 | 1975 | 1982 | 1990 | 1999 | 2005 | 2006 | 2010 |
| ---- | ---- | ---- | ---- | ---- | ---- | ---- | ---- | ---- |
| 984  | 939  | 908  | 813  | 802  | 742  | 834  | 848  | 773  |

| 2015 | 2020 | 2022 | - | - | - | - | - | - |
| ---- | ---- | ---- | - | - | - | - | - | - |
| 725  | 663  | 641  | - | - | - | - | - | - |

### Manifestations culturelles et festivités
Depuis 2002, la fête du Qing Ming (ou « fête de la clarté pure ») rend hommage le premier dimanche d'avril aux travailleurs chinois venus à Noyelles-sur-Mer pendant la Première Guerre mondiale, et, de manière générale, pour commémorer la mémoire des travailleurs chinois de la Grande Guerre

## Culture locale et patrimoine

### Lieux et monuments
- Le cimetière chinois de Nolette  Patrimoine mondial (2023)[59],[60],[61], où sont inhumés les corps de 849 travailleurs chinois, est le plus grand cimetière chinois de France. La plupart travaillait au camp chinois de l'armée britannique situé sur la commune entre 1917 et 1919[62],[63].

Le cimetière, réalisé par le major John Reginald Truelove sous l'autorité d'Edwin Luytens,  est inauguré en mars 1920 et officiellement reconnu comme  cimetière militaire britannique le 30 novembre 1921 par un arrêté préfectoral.
La fondation Tingwaising a offert en 2023 un groupe sculpté monumental érigé à Nolette et représentant trois travailleurs chinois en plein labeur.
Le cimetière chinois de Nolette fait partie sur le Circuit du Souvenir, d'un ensemble de lieux de mémoire de la Grande Guerre.
En 1961, les corps de soldats et de civils qui n’ont pas été réclamés à la fin de la Première Guerre mondiale ont été réunis dans une fosse commune au cimetière chinois de Nolette. Une stèle en leur mémoire a été inaugurée en 2023.

Le cimetière chinois de Nolette
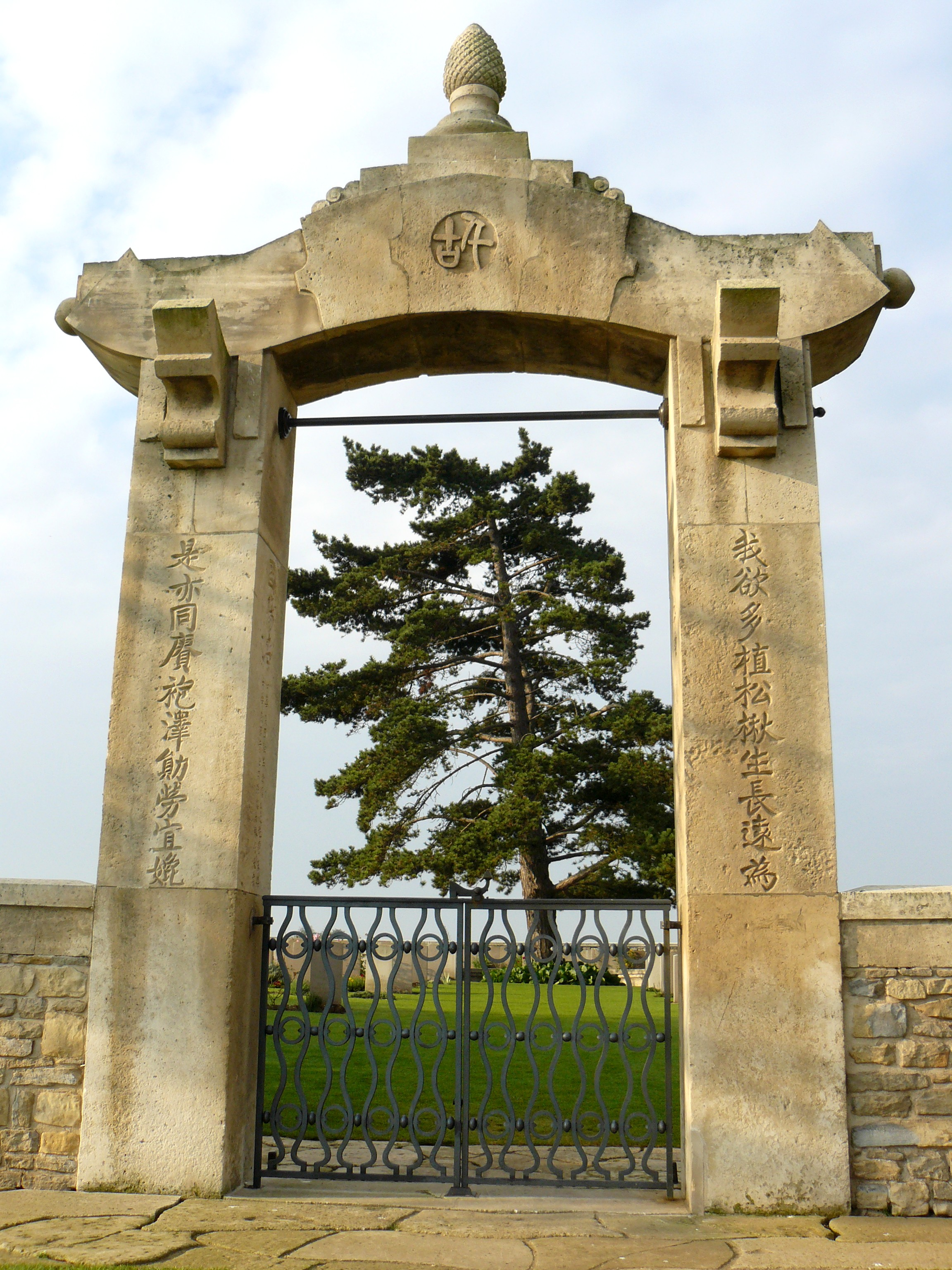
L'entrée du cimetière chinois de Nolette.
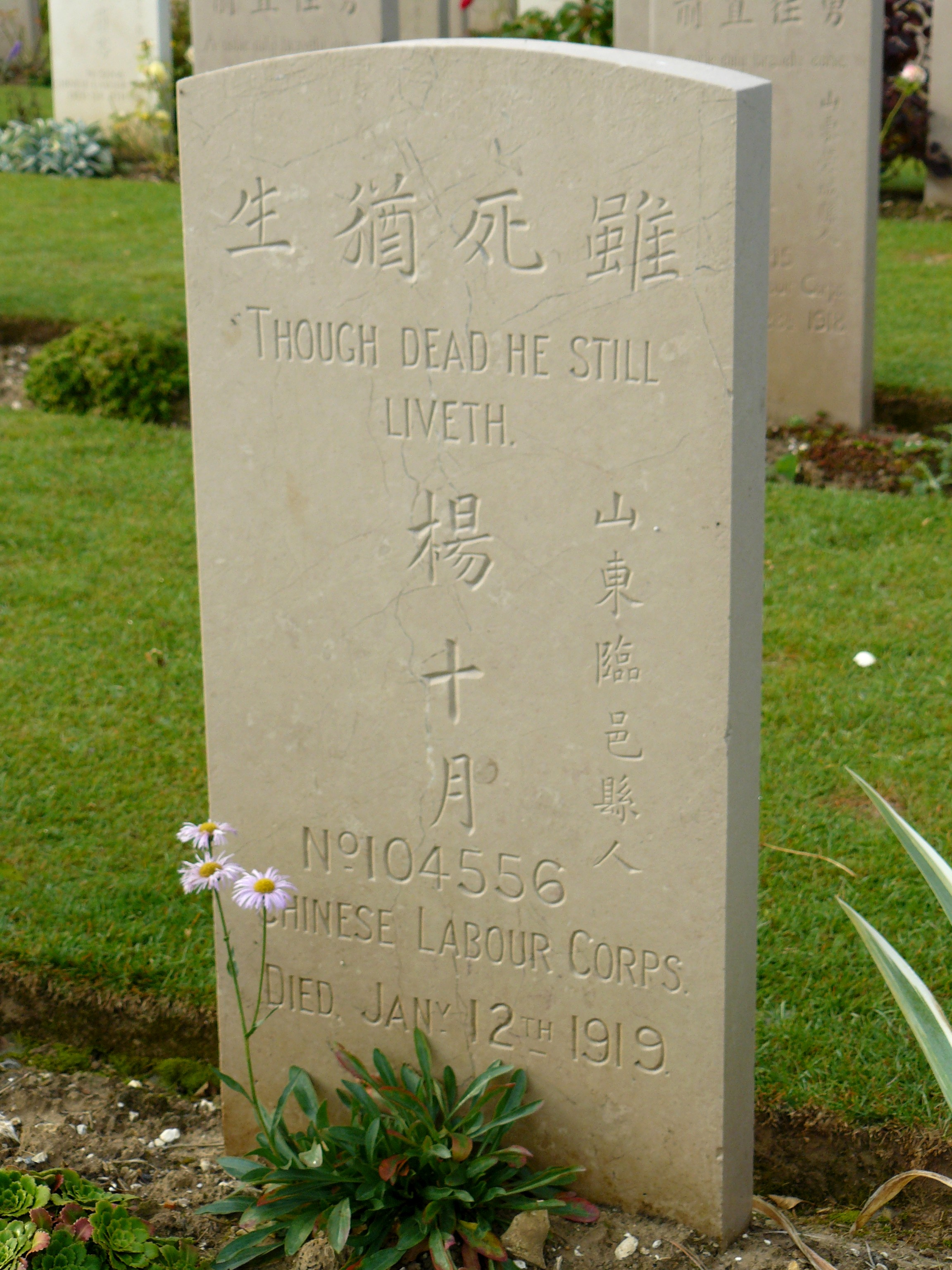
Tombe de Yang Shiyue 楊十月 originaire du Shandong au cimetière chinois de Noyelles-sur-Mer[67].

- L'église de l'Assomption de la Vierge : édifice en brique qui conserve plusieurs œuvres protégées comme monuments historiques[68].

- Le Chemin de fer de la baie de Somme (CFBS), un chemin de fer touristique à voie métrique qui circule de mars à décembre entre Le Crotoy et Cayeux-sur-Mer via Noyelles-sur-Mer et Saint-Valery-sur-Somme.

La gare et le CFBS
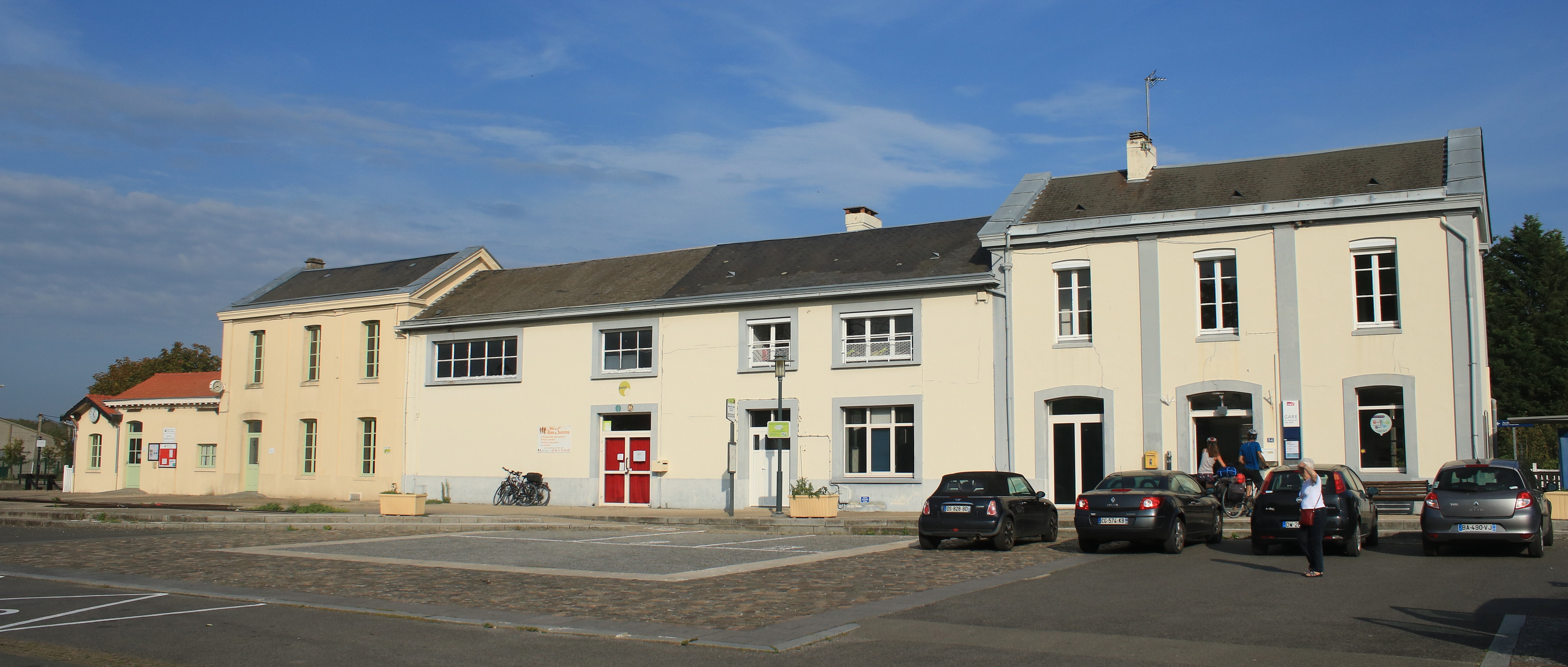
La gare SNCF.
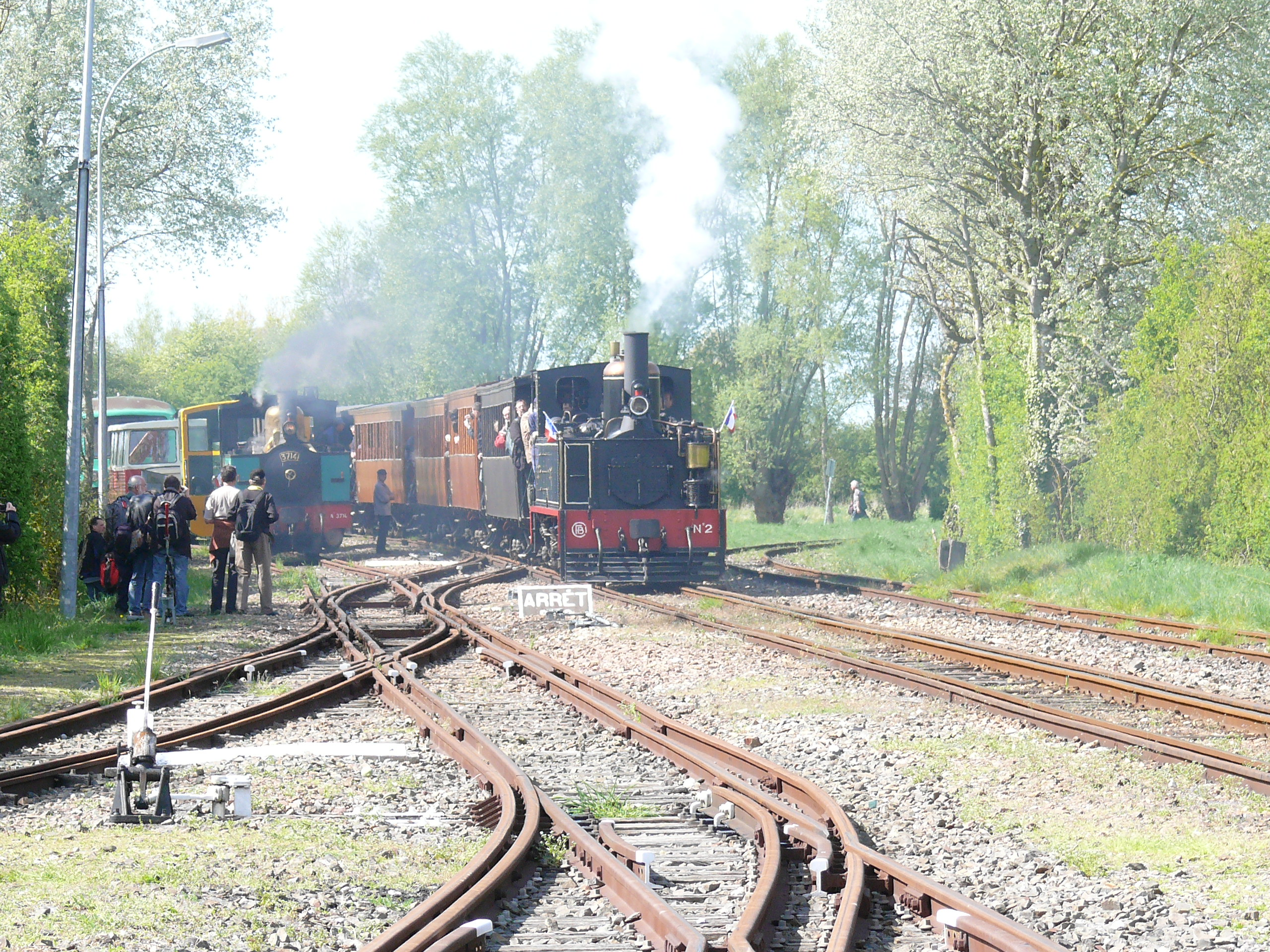
Fête de la vapeur 2009, à la gare de Noyelles-sur-Mer.
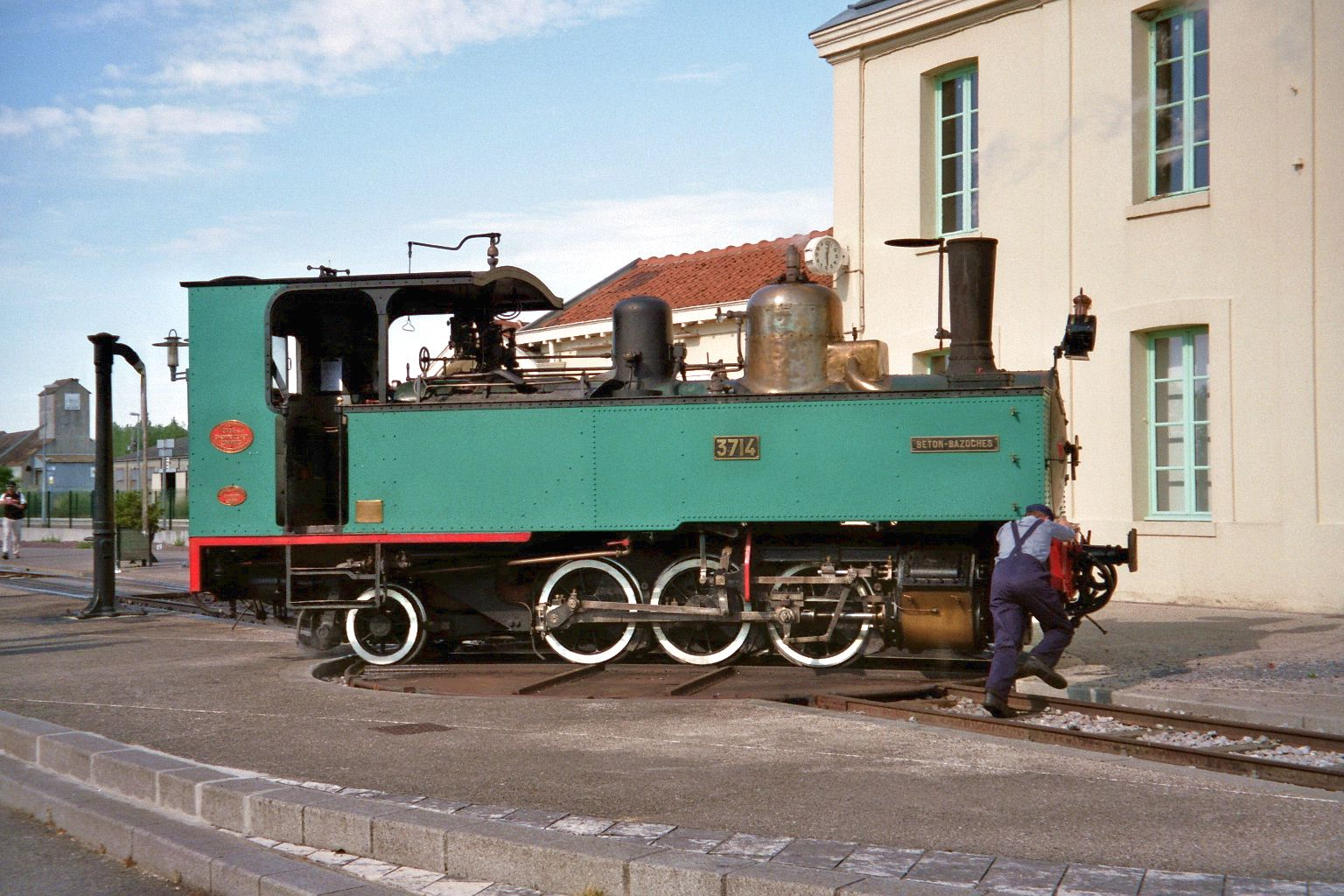
Locomotive 3714 sur la plaque tournante de la gare.
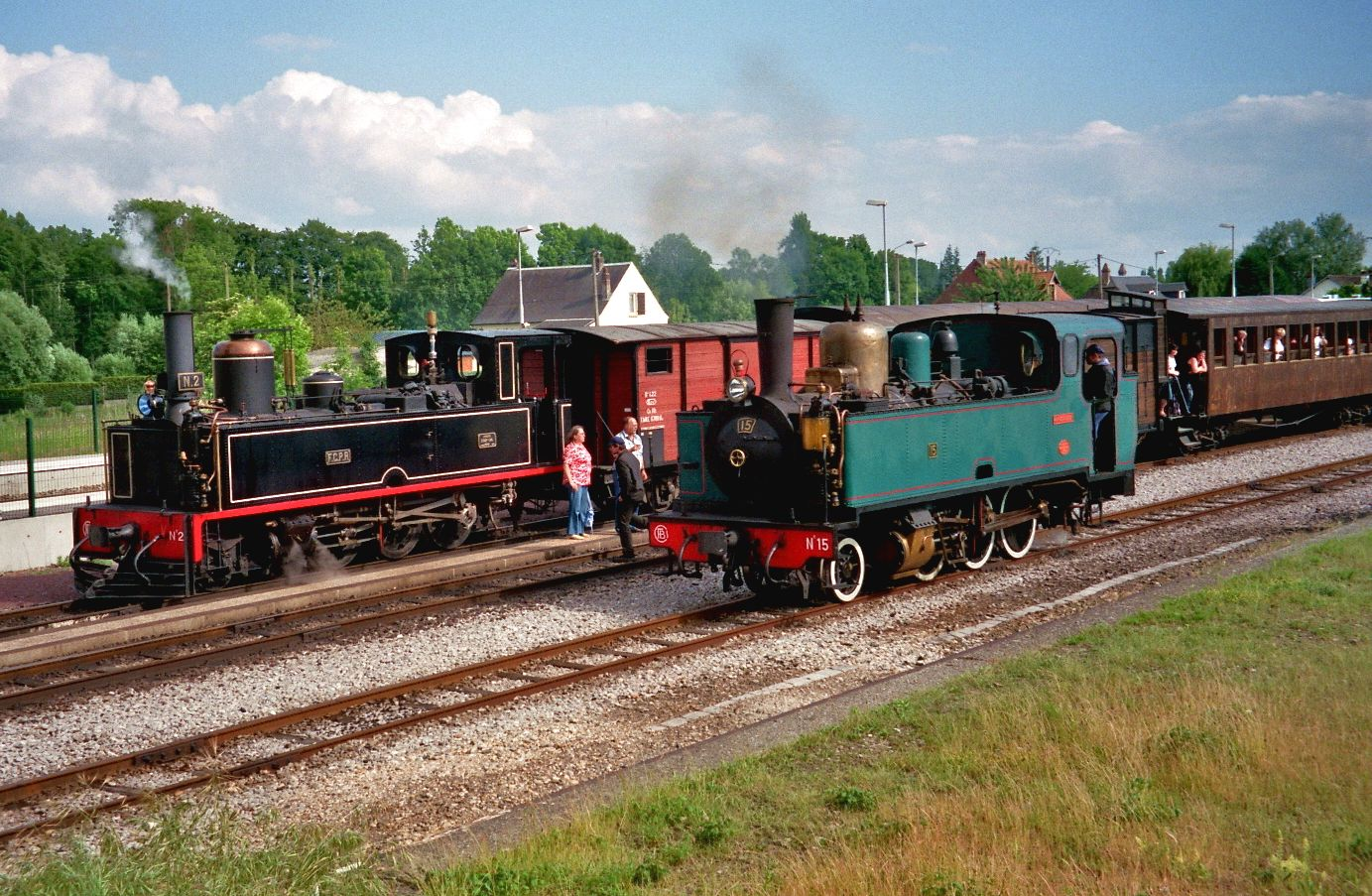
Locomotives du CFBS en gare.

- Le gué de Blanquetaque (« Blanche tache »), un passage historique de l'embouchure de la Somme. Il n'est plus utilisé depuis la construction du canal de Saint-Valery-sur-Somme à Abbeville en 1786.

- Dans le marais de Sailly-Bray, la commune possède la  « Hutte des 400 coups », construite en 1905 pour le vicomte. Son nom serait dû aux 400 coups de fusil tirés par les garde-chasse, lors de l'inauguration.

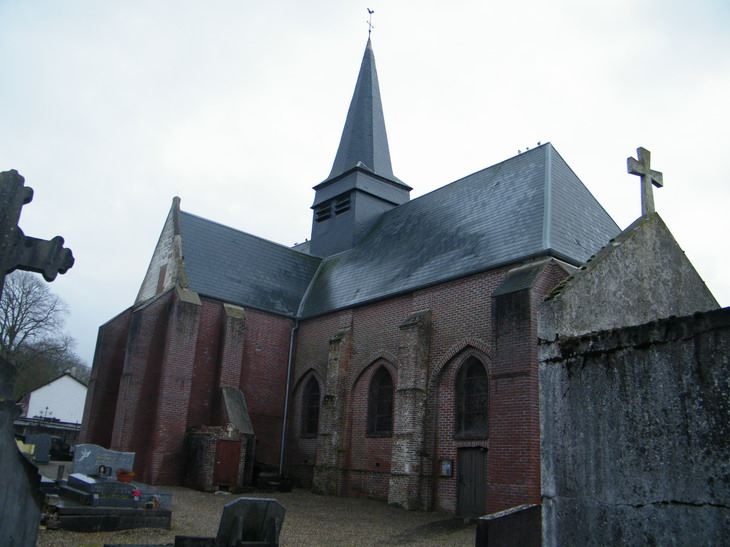
Église de l'Assomption-de-la-Sainte-Vierge.
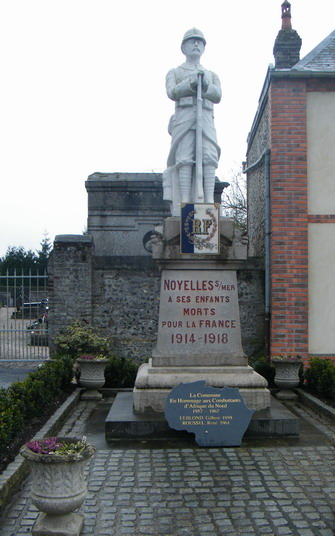
Le monument aux morts.
Un château à Noyelles.
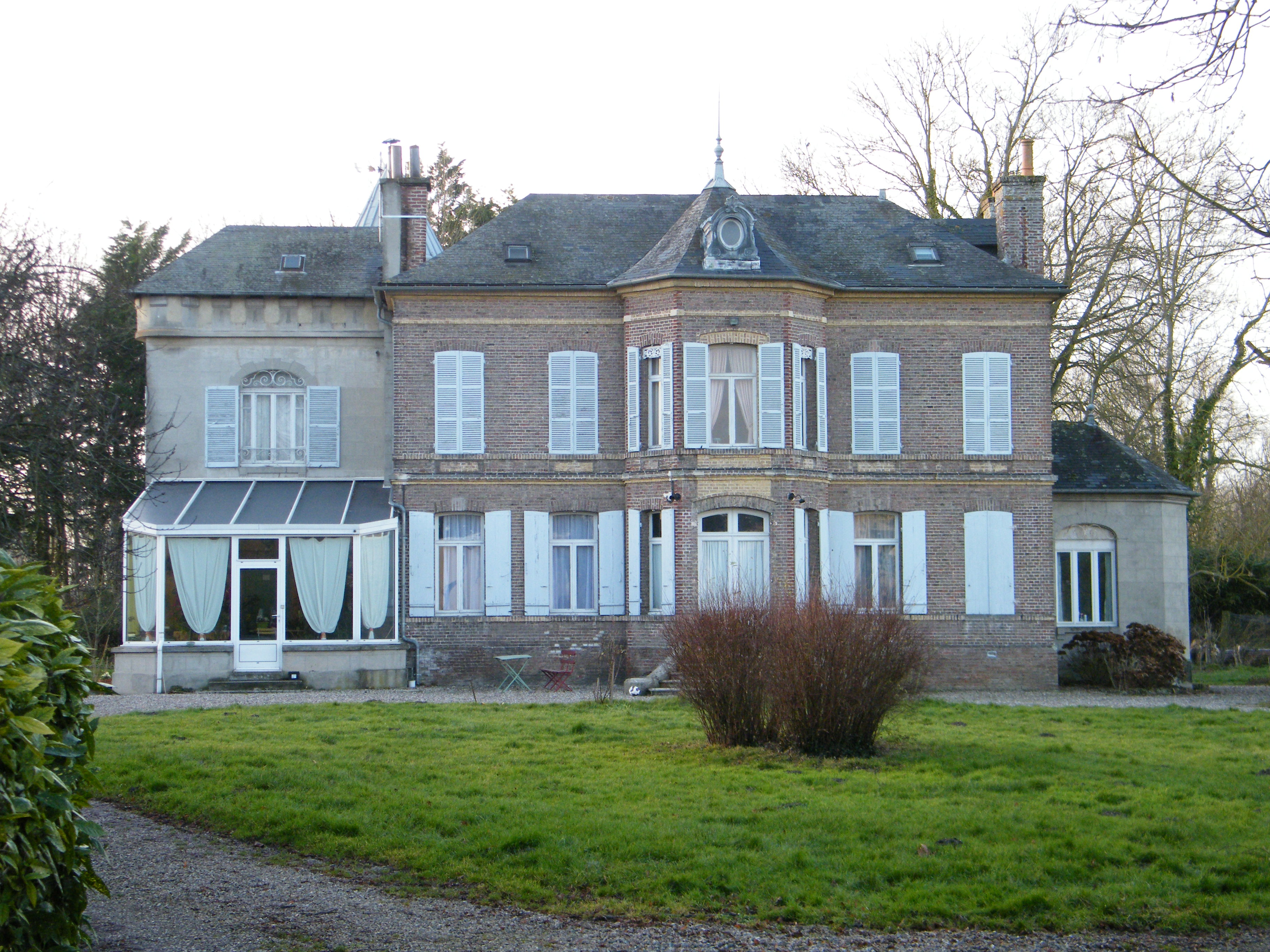
Château devant la gare.
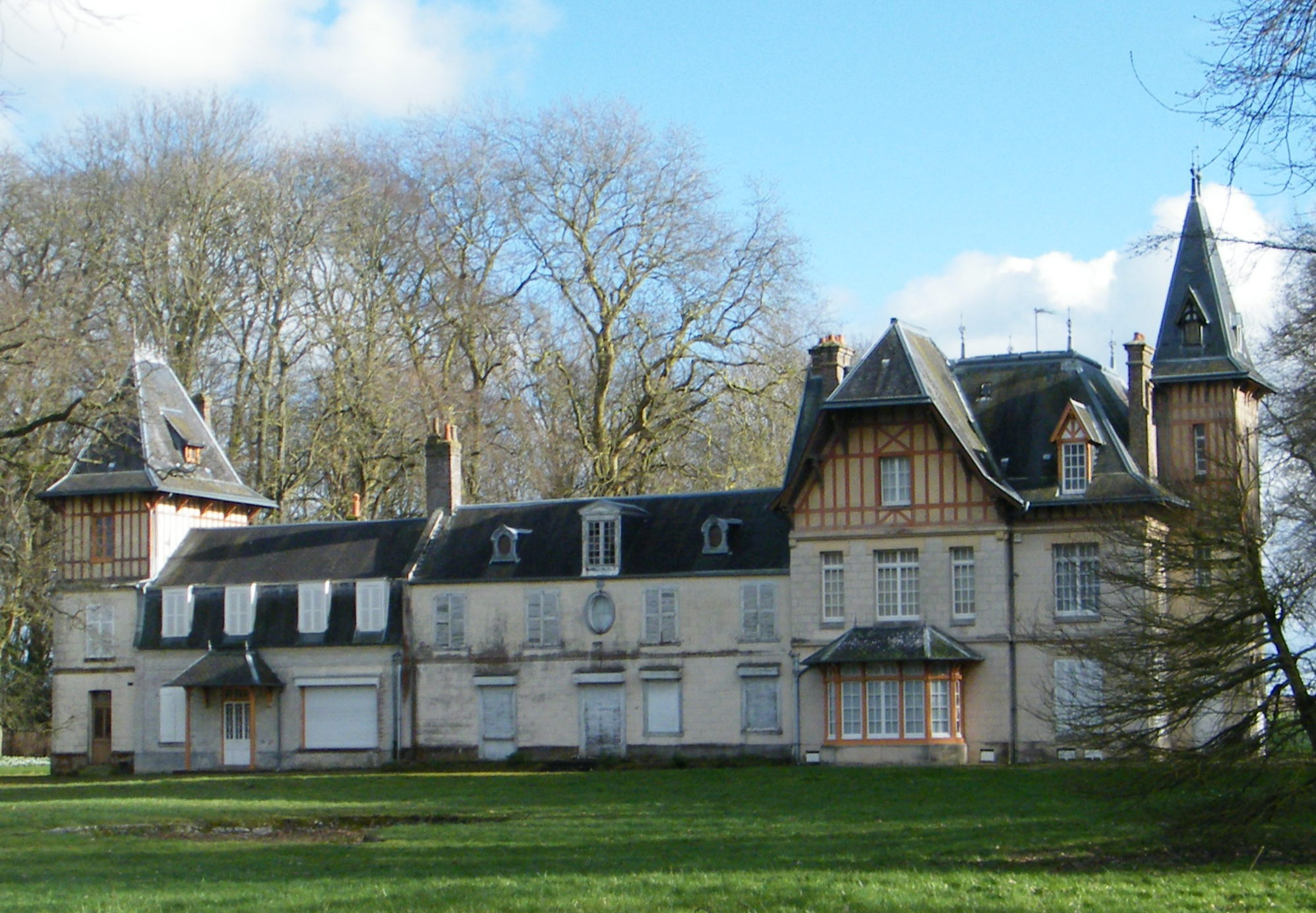
Château, sortie du village.
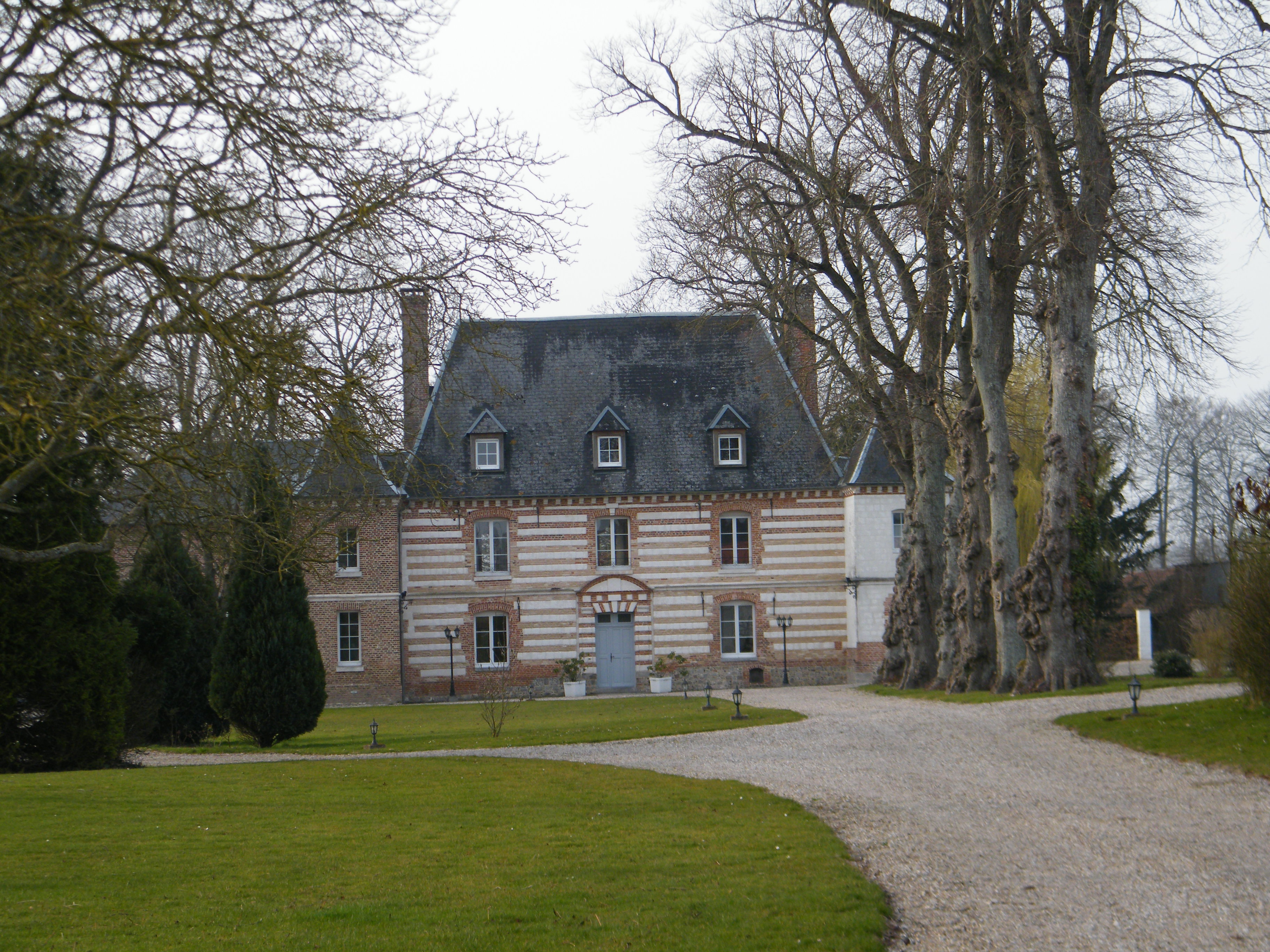
Le château de Nolette.

### Personnalités liées à la commune
- Guy XV de Laval (1435-1501), membre de la haute noblesse militaire du duché de Bretagne, puis du royaume de France, seigneur, entre autres, de Noyelles-sur-Mer

- Charles-Philippe de France, comte d'Artois (1757-1836), frère du roi Louis XVI et futur Charles X, seigneur du lieu de 1774 à 1789[69].

- Violette Szabo (1921-1945), résistante française et agent secret britannique de la section F du Special Operations Executive (SOE) pendant la Seconde Guerre mondiale. Elle effectue deux missions en France occupée ; arrêtée, elle est déportée en camp de concentration et exécutée au camp de Ravensbrück. Elle a passé une partie de son enfance à Noyelles où une rue et l'école portent son nom[70].

- Jacques de Fromont (1895-1979),  officier et navigateur français, capitaine au long cours, inspecteur général de la Compagnie générale transatlantique et écrivain,  y avait une maison et a donné son nom au stade de Noyelles.

### Héraldique
| Blason de Noyelles-sur-Mer | Blason  | D'argent à la fasce d'azur, accompagné en chef de trois fleurs de lys de gueules et en pointe d'une molette de sable. |
| Blason de Noyelles-sur-Mer | Détails | Le statut officiel du blason reste à déterminer.                                                                      |

## Pour approfondir